# جايمي راميريز غوميز
جايمي راميريز غوميز (بالإسبانية: Jaime Ramírez Gómez) هو عسكري كولومبي، ولد في 4 يوليو 1940، وتوفي في 17 نوفمبر 1986.